# Franklin Aalders
Franklin Delano Aalders (Amsterdam, 28 september 1941 – aldaar, 12 januari 2022) was een Nederlandse performancekunstenaar, beeldhouwer (o.a. action sculpting), schilder en graficus. Hij was het jongste kind van Ringert Jan Aalders en de van oorsprong Duitse Agnes Bruns. Als daad van verzet vernoemde Agnes Bruns haar in de oorlog geboren kind naar de Amerikaanse president Franklin Delano Roosevelt. In 1963 trouwde Aalders met Ans Kok, het huwelijk hield stand tot 1977. Zij kregen twee kinderen, uitvoerend kunstenaar Ionika Aalders (1964) en Jaukko Aalders (1967).

## Leven en werk
Franklin Aalders werd in 1941 geboren in de Boterdiepstraat 30 te Amsterdam en volgde vanaf zijn tiende, van 1952 tot en met 1955, lessen bij schilder en onderwijsvernieuwer Maarten Krabbé. Van 1958 tot en met 1963 bezocht hij de Academie voor Beeldende Kunst in Arnhem, waar hij les kreeg van onder andere Henk Peeters. Aansluitend, van 1964 tot en met 1967, volgde Aalders de opleiding Creatief Proces Therapeut aan de onderwijsinstelling Middeloo in Amersfoort. Van 1952 tot 1972 werd daar, door onder anderen Wil Waardenburg en Maks Kliphuis in nauwe samenwerking met studenten, de creatief-procestheorie ontwikkeld. In de brochure Omtrent Middeloo lezen we over de theorie: "De grootste belemmering bij het tot stand komen van creatieve processen is normativiteit (...) Creatieve processen voltrekken zich bij uitstek in situaties waarin met grenzen geëxperimenteerd kan worden, omdat het maar 'alsof'-situaties zijn, d.w.z. in situaties die als spel begrepen en ervaren kunnen worden".
De invloeden van zijn leraren Maarten Krabbé en Henk Peeters zijn zichtbaar in zijn werk. Maar vooral zijn opleiding in Middeloo heeft grote invloed. Aalders' kunstenaarspraktijk wordt gekenmerkt door een overeenkomstige aversie jegens normativiteit. Zijn werk is suggestief en in een sociale context vaak anti-normatief. Toch zijn de performances lastig te typeren als expliciet politiek of activistisch.
Hij experimenteerde met (fysieke) grenzen en creëerde 'situaties die als spel begrepen en ervaren kunnen worden'. Zoals de performance De Stad is een Dynamiese Plastiek: Aalders bracht 24 uur door op een vluchtheuvel, te midden van langsrazend verkeer. En de performance Twee stromen waarbij hij zich met een touw vanaf de Arnhemse Rijnbrug liet zakken om met zijn voeten het water te raken. Twee stromen kwam hem op een rechtszaak en een veroordeling te staan. De uitgebreide reeks straatwerken, waaronder het naakt liggen in de goot van de snelweg of het 'bewonen' van een vluchtheuvel, waren een poging om samen met de verkeersdeelnemers de golvende bewegingen van het verkeer te bewerken als een flexibele plastiek. Met de Engelse performance kunstenaar Anne Bean verbleef hij 36 uur in een galerie. De twee kunstenaars sliepen beurtelings 12 uur lang onder invloed van slaappillen; de wakende kunstenaar gebruikte de slapende kunstenaar als materiaal. Ook de performances en projecten die hij drie jaar lang ontwikkelde en uitvoerde samen met kunstenaars Jan Hein Daniëls, Eugène Terwindt, en psycholoog en kunstenaar Frans van Nunen waren speelse en grensverkennende experimenten, zowel fysiek als mentaal.
In 1980 keerde Aalders terug naar Amsterdam, waar hij zijn performances en ander werk toonde in onder meer De Appel (1979, 1980), Poetry Festival Paradiso (1982), Om de nieuwe toekomst van 100.000 Amsterdammers, Bijlmer (1983), Kunstenaarsinitiatief Aorta (1984), Uitmarkt (1987), Silo Amsterdam (1989), W139 (1989), Club Mazzo (1992), Rijkshemelvaartdienst waar ook zijn atelier was gevestigd (1995-2022) en op talloze plekken in de openbare ruimte. Internationaal was zijn werk te zien in onder andere Berlijn, Hannover, Kassel, Stuttgart, Warschau, Boedapest, Londen en New York.
- RKD-Nederlands Instituut voor Kunstgeschiedenis: 28
- Union List of Artist Names: 500385138